# Sanna Hultman
Sanna Maria Ilona Hultman, född 26 juni 1971 i Stockholm, är en svensk skådespelare.

## Biografi
Sanna Hultman började som barnskådespelare i filmerna En kärleks sommar (1979) och Avskedet (1982). Därefter följde en periods frånvaro från skådespeleriet innan hon 1995 medverkade i kortfilmen Bäst att vi gifter oss, följt av TV-filmen Gisslan (1996), TV-serierna Glappet (1997), Sjätte dagen (1999) Solbacken: Avd. E (2003) samt kortfilmerna Att vakna (2003) och 25-årsfesten (2004).
Sanna Hultman har arbetat på Folkteatern i Göteborg, Backa Teater och Göteborgs Stadsteater.

## Filmografi
- 1979 – En kärleks sommar
- 1982 – Avskedet
- 1995 – Bäst att vi gifter oss
- 1997 – Gisslan
- 1997 – Glappet (TV-serie)
- 1999 – Sjätte dagen (TV-serie)
- 2003 – Solbacken: Avd. E (TV-serie)
- 2003 – Att vakna
- 2004 – 25-årsfesten

## Teater

### Roller (ej komplett)
| År   | Roll        | Produktion                               | Regi               | Teater                   |
| ---- | ----------- | ---------------------------------------- | ------------------ | ------------------------ |
| 1992 | Mercy Lewis | Häxjakten (The Crucible) Arthur Miller   | Håkan Lindhé       | Helsingborgs stadsteater |
| 2000 |             | Snart kommer tiden Line Knutzon          | Lars-Eric Brossner | Folkteatern              |
| 2015 |             | Variation Kristian Hallberg              | Frida Röhl         | Folkteatern, Göteborg    |
| 2016 |             | Sommarregler (Rules of summer) Shaun Tan | Lars-Eric Brossner | Angereds teater          |

### Fotnoter
1. ↑  Sveriges befolkning
1990:
Hultman Sanna Maria Illona
2. 1 2  ”Sanna Hultman”. Svensk Filmdatabas. http://sfi.se/sv/svensk-filmdatabas/Item/?type=PERSON&itemid=72077&ref=%2ftemplates%2fSwedishFilmSearchResult.aspx%3fid%3d1225%26epslanguage%3dsv%26searchword%3dsanna+hultman%26type%3dPerson%26match%3dBegin%26page%3d1%26prom%3dFalse. Läst 7 augusti 2012.
3. ↑  ”Sanna Hultman”. Folkteatern. Arkiverad från originalet den 25 november 2020. https://web.archive.org/web/20201125030028/https://www.folkteatern.se/person/118. Läst 15 maj 2013.
4. ↑  Mikael Löfgren (14 november 2000). ”Glädjebarn och sorgebarn”. Dagens Nyheter. https://www.dn.se/arkiv/kultur/teater-gladjebarn-och-sorgebarn/. Läst 2 oktober 2021.
5. ↑  Mikael Löfgren (6 oktober 2016). ”Erfarenheten av att vara utkastad. Shaun Tans bilderbok blir en befriande föreställning”. Dagens Nyheter. https://www.dn.se/kultur-noje/scenrecensioner/erfarenheten-av-att-vara-utkastad-shaun-tans-bilderbok-blir-en-befriande-forestallning/. Läst 2 oktober 2021.